# Frederick Herzberg
Frederick Herzberg, född 18 april 1923 i Lynn, Massachusetts, död 19 januari 2000 i Salt Lake City, var en amerikansk psykolog som var inflytelserik inom företagsledning. Han är känd för tvåfaktorsteorin.

## Tvåfaktorsteori
Herzberg och hans medarbetare upptäckte genom en stor studie vid företag i Pittsburgh i USA att de anställdas arbetsinsats bestäms av två typer av faktorer: hygienfaktorer (engelska: hygiene factors) och motivatorer (engelska: motivators).